# NGC 51
NGC 51 este o galaxie lenticulară din constelația Andromeda. A fost descoperită în 7 septembrie 1885 de către Lewis Swift.